# Rémy Biechel
Rémy Biechel, né le 5 juillet 1968, est un ancien joueur de poker professionnel français.

## Biographie
En 1989, Rémy est issu d'un milieu populaire, et commence à jouer très jeune, au poker fermé, au tarot, au rami.
Il trouve un travail dans la téléphonie, et à l'approche de ses quarante ans, Rémy commence à joueur au poker plus sérieusement.
En septembre 2008, il remporte le Partouche Poker Tour à Cannes, et 71 000 €. En octobre, à Las Vegas, il finit 2e du $ 5,180  Annual Festa Al Lago Classic et remporte 163 500 $.
En 2009, il remporte l’épreuve de € 5,250 No Limit Hold'em à Monte Carlo et 280 000 € son plus gros gain en tournoi.
En 2010, il signe un contrat de sponsoring avec Barrière Poker.
En 2012, l'administration fiscale le rattrape, considérant que son activité est "occulte" et lui reproche l'absence de comptabilité entre 2008 et 2010. Il doit payer 217 000 €. Rémy Biechel déclare ne pas avoir cet argent, ayant redistribué ses gains à des stackeurs, et réinvestis ses gains dans d'autres tournois. Une procédure judiciaire est entamée,. Il s'auto-attribue le pseudo Monsieur 250 % à la suite de ses déboires fiscaux.
En septembre 2013, l’opérateur Barrière Poker ferme ses portes.
En 2018, il déclare « Ça fait cinq ans que je n'ai pas fait de gros tournoi live, hormis ceux de Vegas et du Cercle Clichy-Montmartre ».
D'après The Hendon Mob, Rémy Biechel a cumulé plus de 1 100 000 $ en tournois dans sa carrière de joueur.

## Ses plus gros gains
2008 - 1er d'un side event à 1 350 € du Partouche Poker Tour - 71 000 €
2008 - 2e d'un side event à 5 000 $ du WPT Festa Al Lago - 163 500 $
2009 - 1er d'un side event à 5 000 € de l'EPT Monte Carlo - 280 000 €